# 4351 Nobuhisa
4351 Nobuhisa eller 1989 UR1 är en asteroid i huvudbältet som upptäcktes den 28 oktober 1989 av de båda japanska astronomerna Toshimasa Furuta och Yoshikane Mizuno vid Kani-observatoriet. Den är uppkallad efter den japanske astronomen Nobuhisa Kojima.
Asteroiden har en diameter på ungefär 8 kilometer och den tillhör asteroidgruppen Koronis.